# Tropas Nómadas
Las Tropas Nómadas fueron un regimiento auxiliar del ejército colonial en el Sahara español en la actualidad Sahara Occidental, desde la década de 1930 hasta el final de la presencia española en el territorio en 1975. Compuestas por miembros de tribus  saharauis, las Tropas Nómadas estaban equipadas con armas ligeras y dirigidas por oficiales españoles, custodiando puestos avanzados y a veces realizando patrullas a lomos de dromedarios.

## Tropas nómadas

### Orígenes
España no mantuvo permanentemente ninguna fuerza militar en el Sahara hasta 1926. En ese año se estableció una gendarmería reclutada localmente llamada «Compañía de Policía a Pie», con base en Cabo Juby. En octubre de 1928 esta unidad costera fue reemplazada por las Tropas de Policía del Sahara. Aproximadamente la mitad de su personal fue reclutado de las tribus saharianas, que estaban familiarizadas con el clima y las condiciones. El resto procedía de los Regulares marroquíes y de los goumiers Mehal-la, adscritos al actual  Ejército Español de África.

### Establecimiento
Levantada por primera vez a principios de los años 30, esta fuerza se denominó «Tropas Nómadas del Sahara»". Comprendía un cuerpo de camellos, siguiendo el modelo de los Meharistes franceses y sirviendo como policía del desierto. Más tarde, los Tropas Nómadas fueron parcialmente mecanizados, pero los destacamentos de camellos permanecieron en servicio hasta los años 70. La mayoría de los oficiales y algunos suboficiales y especialistas eran españoles. Con la expansión y el aumento de la mecanización, la proporción de personal español en las Tropas Nómadas aumentó sustancialmente a partir de la década de 1960, muchos de ellos reclutas haciendo su servicio militar en el Sáhara Español. 
En octubre de 1959 dejó de tener funciones policiales, que serían prestadas por la Policía Territorial, y pasó a depender del Mando Militar del Territorio.
En total, varios miles de saharauis recibieron entrenamiento militar de los españoles. En 1974, 1374 saharauis se alistaron en el ejército español (la mayoría de ellos en las Tropas Nómadas), según Pazzanita & Hodges, de una población de unos 74.000 habitantes indígenas del territorio, según un censo español realizado ese mismo año.

### Fin del dominio español
Aunque los Tropas Nómadas prestaron un servicio efectivo durante la mayor parte de la historia de la fuerza, su lealtad se puso a prueba con el estallido de la rebelión del Frente Polisario indígena (1973-75). En diciembre de 1974 fallecieron un cabo y cuatro agentes nativos en las acciones que siguieron al atentado del Puesto de Gobierno de Tifariti, donde además hubo nueve heridos. En mayo de 1975, los crecientes casos de indisciplina culminaron con dos motines cuando el personal saharaui de dos patrullas motorizadas del desierto abrumó a sus colegas españoles y los llevó como prisioneros a Argelia.
Tras la decisión del Gobierno español de entregar el territorio a Marruecos y Mauritania hacia fines de 1975, desertaron muchos de los soldados indígenas. El resto se disolvió. Se cree que muchos de los antiguos soldados de Tropas Nómadas se unieron al Polisario y que los combatientes entrenados en España formaron el núcleo del «Ejército de Liberación del Pueblo Saharaui» establecido para luchar contra Marruecos y Mauritania después de la marcha verde.

### Uniformes
Los askaris de las unidades de camellos llevaban túnicas blancas y turbantes azules. Otros indígenas llevaban uniformes caqui con turbantes azules o caqui.

## Policía Territorial
Creada en 1960 con dependencia del Gobernador General del Territorio. Esta gendarmería correspondía a la Guardia Civil en la España metropolitana, y sus funciones eran orden público, vigilancia de fronteras, investigación e información, persecución de delitos, protección de personas y propiedades y en general el velar por el cumplimiento de las Leyes.
Su plana mayor se encontraba en El Aaiún y había compañías destinadas en Villa Cisneros, Esmara, El Aaiún, y a lo largo de las fronteras del nordeste del Sahara español.
Los mandos procedían de cualquier rama del Ejército. Parte de la tropa era indígena y ésta también incluía soldados de reemplazo.
Durante los años de crisis que precedieron a la Marcha Verde fue objeto de atentados terroristas por parte del Frente Polisario, al igual que sucedió con otras unidades militares como La Legión. La Policía Territorial fue objeto de secuestros y asaltos y sufrió la traición de algunos de sus agentes por captación del Frente Polisario. Dentro de la inestabilidad política que caracterizó al tardofranquismo, los ataques fueron silenciados por los medios de comunicación.
Fue disuelta en febrero de 1976, tras la pérdida del Sahara por el Acuerdo de Madrid.